# ドン・トンプソン
ドン・トンプソン（Donald James Thompson、1933年1月20日 - 2006年10月4日）は、イギリスの陸上競技選手。1960年ローマオリンピックの男子50km競歩金メダリストである。

## 経歴
トンプソンはロンドン西部のヒリングドン出身。身長が1m63と小さな男であった。もともとは競歩ではなく、長距離ランナーであったがアキレス腱の故障で競歩に転向した選手であった。1954年には、ロンドンとイギリス南部のブライトンの間（約84km）を走るレースで2位となり、翌年から8連覇を果たしている。
トンプソンは1956年メルボルンオリンピックの50km競歩に英国代表として出場。45km過ぎに脱水症状を起こし、5位の位置にいながら途中棄権してしまった。
トンプソンは、ローマオリンピックに向けてトレーニングを開始する。自宅のバスルームをサウナのように蒸気で満たし、厚着をして入室し暑さに耐える練習を行った。1時間半後、彼は気絶してしまった。そのときは、熱と湿度の影響だと軽く考えていたが、後に石油ストーブから出る一酸化炭素の影響だと知る。トンプソンの母親は、暑さ対策として、サングラスと帽子を勧めた。
トンプソンは、1960年ローマオリンピックの50km競歩に出場を果たす。トンプソンの風貌に、現地では「ミッキーマウス」とあだ名された。レースは30度を越える猛暑の中で行われた。トンプソンの前を歩いていた2人の選手は失格となり、トンプソンは2位のスウェーデンのヨーン・リュングレンに17秒差をつけ、金メダルに輝いた。
トンプソンは、1962年のヨーロッパ選手権の50km競歩でも3位となった後、1964年東京オリンピックにも出場。3大会連続のオリンピック出場を果たす。しかし、東京では10位という結果に終わっている。
トンプソンはその後も保険会社の社員として、庭師と仕事を持ちながら、ランナーとして毎朝4時に起床して8マイルを走る生活をしていた。1990年代はじめまで150回以上のマラソンに出場を果たした。

## 主な実績
| 年   | 大会                 | 場所                         | 種目     | 結果 | 記録          |
| ---- | -------------------- | ---------------------------- | -------- | ---- | ------------- |
| 1958 | ヨーロッパ陸上選手権 | ストックホルム(スウェーデン) | 50km競歩 | 5位  | 4時間25分09秒 |
| 1960 | オリンピック         | ローマ(イタリア)             | 50km競歩 | 1位  | 4時間25分30秒 |
| 1961 | ワールドカップ競歩   | シカゴ(アメリカ合衆国)       | 50km競歩 | 2位  | 4時間30分35秒 |
| 1962 | ヨーロッパ陸上選手権 | ベオグラード(ユーゴスラビア) | 50km競歩 | 3位  | 4時間29分01秒 |